# Kermes sylvestris
Kermes sylvestris är en insektsart som först beskrevs av Cockerell och King 1898.  Kermes sylvestris ingår i släktet Kermes och familjen eksköldlöss. Inga underarter finns listade i Catalogue of Life.